# Niconico靜畫
Niconico靜畫（日语：ニコニコ静画）是Dwango旗下的線上插畫網站，服務開始於2009年11月14日。

## 簡介
最初營運時，使用者可以在名為「主題」（お題）的投稿區上傳作品，並且允許多個使用者在留言板上發布圖片和評論。特色是可以使用投影片的模式瀏覽。
2010年3月5日，建立了一個名為「試著繪圖」（描いてみた）的專屬插畫區。

## Niconico插畫

### 主題
插畫留言板服務，使用者可依照主題的類別將插畫作品發佈到一個名為「主題」（お題）的投稿區。此外，使用者也可以針對發布的作品做出評論。
可使用投影片模式瀏覽發佈在「主題」上的作品和評論，與Niconico動畫的「彈幕」有相似之處。
最初僅高級會員可以在主題區投稿，不過現在一般會員也能有相同的權利，唯獨只有高級會員能在建立主題時限制作品的發布。
此服務於2016年5月結束，即此後無法瀏覽在此服務上投稿過的作品。

## Niconico漫畫
Niconico漫畫（日语：ニコニコ漫画）是由Trista營運的網絡漫畫服務。本服務不僅可以閱讀漫畫，還可以瀏覽漫畫的留言板，並與其他用戶分享評論。
Niconico漫畫有兩種瀏覽模式，一個是可以在縱向滑動的漫畫中滑動評論的「滑動模式」（スクロール形式），另一個是評論和聲音可以在畫面上自動播放的「Niconico漫畫模式」（ニコニコ漫画形式）。

### 年表
2010年8月27日，開始了一個新的專區「試著在Niconico上描繪漫畫」（ニコニコで漫画を描いてみた）。
2012年3月13日，漫畫投稿服務開始營運，可以讓高級會員上傳自己原創的漫畫。
2013年1月7日，一些漫畫作品開始採用付費制。
2015年9月15日，正式發佈Android版本應用程式。同年11月13日，發佈IOS版本。
2018年4月1日，原營運公司Dwango因吸收轉讓而轉由Trista營運。
2018年4月2日，Trista改隸成為BOOK WALKER的旗下完全子公司。

## 相關服務
- Niconico動畫
- Niconico動漫
- Niconico直播
- Niconico頻道
- Niconico大百科
- BOOK☆WALKER

## 註解
1. ↑  最初僅限高級會員。
2. ↑  類似彈幕功能。
3. ↑  現在普通會員也能上傳。

## 外部連結
- Niconico漫畫的X（前Twitter）